# Rosanero (film)
Rosanero è un film del 2022 diretto da Andrea Porporati.

## Trama
Totò, quarant'anni, è un boss della criminalità organizzata a Napoli con un unico amore: una grossa tigre che vive nella sua camera da letto in una grande gabbia, mentre Rosetta frequenta le elementari, ha dieci anni, ama il rosa e la danza classica ed è vittima di alcuni bulletti di strada. Quando Totò viene colpito al petto da un proiettile, Rosetta, che vede la scena mentre stava dondolando, cade dall'altalena e batte la testa. Entrambi finiscono in coma e al risveglio capiscono che i loro corpi si sono scambiati: Totò si ritrova nel corpo di Rosetta e viceversa. Rosetta, nel corpo di Totò, restituisce i soldi del pizzo ai negozianti del paese, compreso il padre fiorista. Totò invece riesce a mettere al loro posto i bulletti che se la prendevano con la ragazzina. Rosetta nel corpo di Totò ottiene di ballare alla festa della Madonna con le altre bambine, mentre Totò nel corpo di Rosetta si fa riconoscere dal suo braccio destro e litigando col padre della bambina viene a sapere che la madre di lei è morta per malattia. Dalla foto riconosce la sua fidanzata, l'unica donna che abbia amato, che l'aveva lasciato a causa della sua vita disonesta senza dirgli di aspettare un figlio (anzi figlia: Rosetta per l'appunto) da lui. L'assassino di Totò in accordo con il sindaco si prepara ad ucciderlo di nuovo durante la festa. Infatti nella sparatoria vengono colpiti sia Totò che Rosetta che nuovamente si trovano in coma. Questa volta Totò rinuncia al suo ultimo soffio di vita per darlo a Rosetta e permetterle di tornare in vita. Rosetta torna alla sua vita di sempre...o quasi! Parti di Totò riaffiorano nei comportamenti di Rosetta.

## Distribuzione
Il film è distribuito sulla piattaforma Sky Cinema ed On Demand su Now Tv dal 9 settembre 2022.